# Puchar Świata w biegach narciarskich 2012/2013 – Davos 2013
Dziewiąte zawody Pucharu Świata w biegach narciarskich w sezonie 2012/2013 odbyły się w szwajcarskim Davos. Konkurencje zostały rozegrane w dniach 16 - 17 lutego 2013. Zawodnicy rywalizowali w dwóch konkurencjach indywidualnych: sprincie stylem klasycznym i oraz biegu dystansowym stylem dowolnym (15 km dla mężczyzn i 10 km dla kobiet).

## Program zawodów
| Dzień     | Konkurencja                   | Początek  | Liczba uczestników |
| --------- | ----------------------------- | --------- | ------------------ |
| 16 lutego | Sprint st. klasyczny kobiet   | 11:45 CET | 58                 |
| 16 lutego | Sprint st. klasyczny mężczyzn | 12:12 CET | 72                 |
| 17 lutego | 10 km st. dowolnym kobiet     | 10:50 CET | 61                 |
| 17 lutego | 15 km st. dowolnym mężczyzn   | 15:45 CET | 86                 |

## Wyniki

### Sprint kobiet
| Pozycja | Zawodniczka        | Reprezentacja     | Wynik        | Strata |
| ------- | ------------------ | ----------------- | ------------ | ------ |
| złoto   | Justyna Kowalczyk  | Polska            | Finał        | 3:56,1 |
| srebro  | Marit Bjørgen      | Norwegia          | Finał        | +2,8   |
| brąz    | Anne Kyllönen      | Finlandia         | Finał        | +6,0   |
| 4.      | Aurore Jean        | Francja           | Finał        | +6,7   |
| 5.      | Kateřina Smutná    | Austria           | Finał        | +6,9   |
| 6.      | Ida Ingemarsdotter | Szwecja           | Finał        | +16,5  |
|         |                    |                   |              |        |
| 7.      | Julija Iwanowa     | Rosja             | Półfinał (2) | —      |
| 8.      | Kikkan Randall     | Stany Zjednoczone | Półfinał (2) | —      |
| 9.      | Kerttu Niskanen    | Finlandia         | Półfinał (2) | —      |
| 10.     | Stina Nilsson      | Szwecja           | Półfinał (1) | —      |
| 11.     | Krista Lähteenmäki | Finlandia         | Półfinał (1) | —      |
| 12.     | Daria Gaiazova     | Kanada            | Półfinał (2) | —      |

### Sprint mężczyzn
| Pozycja | Zawodnik            | Reprezentacja     | Wynik        | Strata  |
| ------- | ------------------- | ----------------- | ------------ | ------- |
| złoto   | Aleksiej Połtoranin | Kazachstan        | Finał        | ,3:25,6 |
| srebro  | Dario Cologna       | Szwajcaria        | Finał        | +5,5    |
| brąz    | Federico Pellegrino | Włochy            | Finał        | +6,0    |
| 4.      | Andrew Newell       | Stany Zjednoczone | Finał        | +9,0    |
| 5.      | Nikołaj Czebot´ko   | Kazachstan        | Finał        | +11,5   |
| 6.      | Len Väljas          | Kanada            | Finał        | +12,3   |
|         |                     |                   |              |         |
| 7.      | Yūichi Onda         | Japonia           | Półfinał (1) | —       |
| 8.      | Devon Kershaw       | Kanada            | Półfinał (2) | —       |
| 9.      | Eirik Brandsdal     | Norwegia          | Półfinał (2) | —       |
| 10.     | Kent Ove Clausen    | Norwegia          | Półfinał (1) | —       |
| 11.     | Emil Jönsson        | Szwecja           | Półfinał (1) | —       |
| 12.     | Igor Usaczew        | Rosja             | Półfinał (2) | —       |
| ...     |                     |                   |              |         |
| 70.     | Maciej Kreczmer     | Polska            | Eliminacje   | —       |

### 10 km kobiet
| Pozycja | Zawodniczka            | Reprezentacja | Wynik   | Strata |
| ------- | ---------------------- | ------------- | ------- | ------ |
| złoto   | Therese Johaug         | Norwegia      | 26:16.7 | —      |
| srebro  | Justyna Kowalczyk      | Polska        | 26:25.6 | +8,9   |
| brąz    | Kristin Størmer Steira | Norwegia      | 26:30,1 | +13,4  |
| 4.      | Emma Wikén             | Szwecja       | 26:34,5 | +17,8  |
| 5.      | Charlotte Kalla        | Szwecja       | 26:36,1 | +19,4  |
| 6.      | Julija Czekalowa       | Rosja         | 26:40,6 | +23,9  |
| 7.      | Marina Piller          | Włochy        | 26:51,8 | +35,1  |
| 8.      | Riikka Sarasoja        | Finlandia     | 26:56,0 | +39,3  |
| 9.      | Heidi Weng             | Norwegia      | 26:57,5 | +40,8  |
| 10.     | Kerttu Niskanen        | Finlandia     | 26:59,1 | +42,4  |

### 15 km mężczyzn
| Pozycja | Zawodnik          | Reprezentacja | Wynik   | Strata |
| ------- | ----------------- | ------------- | ------- | ------ |
| złoto   | Johan Olsson      | Szwecja       | 34:47,5 | —      |
| srebro  | Dario Cologna     | Szwajcaria    | 34:59,3 | +11,8  |
| brąz    | Aleksandr Legkow  | Rosja         | 35:01,4 | +13,9  |
| 4.      | Axel Teichmann    | Niemcy        | 35:02,6 | +15,1  |
| 5.      | Matti Heikkinen   | Finlandia     | 35:05,3 | +17,8  |
| 6.      | Maurice Manificat | Francja       | 35:08,6 | +21,1  |
| 7.      | Sjur Røthe        | Norwegia      | 35:18,0 | +30,5  |
| 8.      | Johannes Dürr     | Austria       | 35:22,7 | +35,2  |
| 9.      | Finn Hågen Krogh  | Norwegia      | 35:24,0 | +36,5  |
| 10.     | Jewgienij Biełow  | Rosja         | 35:27,4 | +39,9  |